# Alvesita
L'alvesita és un mineral de la classe dels silicats.

## Característiques
L'alvesita és un inosilicat de fórmula química NaKZrSi₆O₁₅(H₂O)₂. Va ser aprovada com a espècie vàlida per l'Associació Mineralògica Internacional en el mes de novembre de l'any 2023, i encara resta pendent de publicació. Cristal·litza en el sistema ortoròmbic.
L'exemplar que va servir per a determinar l'espècie, el que es coneix com a material tipus, es troba conservat a les col·leccions del laboratori de mineralogia de la Universitat de Lieja, a Bèlgica, amb el número de catàleg: 22154.

## Formació i jaciments
Va ser descoberta a un xenòlit de sienita trobat a la part alta del riu Ribeira Grande, prop de les ruïnes de Lombadas, a l'Illa de São Miguel (Açores, Portugal). Aquest indret és l'únic a tot el planeta on ha estat descrita aquesta espècie mineral.